# 국제지식재산연수원
국제지식재산연수원(國際知識財産硏修院, International Intellectual Property Training Institute, 약칭: IIPTI)은 대한민국 특허청의 소속기관이다. 2005년 1월 1일 발족하였으며, 대전광역시 유성구 과학로 82에 위치하고 있다. 원장은 고위공무원단 나등급에 속하는 일반직공무원으로 보한다.

## 직무
- 특허청 소속 공무원 및 임용예정자에 대한 교육
- 세계지식재산권기구 등 국제기구 또는 개발도상국에서 요청하는 외국인 지식재산권 업무종사자에 대한 교육
- 변리사시험 합격자에 대한 교육
- 위탁을 받은 기업체, 연구소, 특허법률사무소 임직원에 대한 교육
- 위탁을 받은 사법시험 합격자에 대한 교육
- 중앙행정기관 및 지방자치단체의 장이 의뢰한 소속 공무원에 대한 교육
- 「초·중등교육법」, 「고등교육법」 및 그 밖의 다른 법령에 따른 학교의 교원 및 학생에 대한 교육
- 발명교육센터의 운영 및 관리
- 지식재산권제도에 관한 조사·연구
- 그 밖에 특허청장이 의뢰한 사람에 대한 교육

## 연혁
- 1987년 5월 23일: 특허청의 소속기관으로 국제특허연수원 설치.[3]
- 1987년 7월 15일: 서울시 여의도 중소기업회관 내에서 개원.
- 1991년 2월 1일: 대덕연구단지 내 청사 신축 이전.
- 1999년 1월 1일: 국가전문행정연수원 소속 국제특허연수부로 흡수.[4]
- 2005년 1월 1일: 특허청 소속 국제지식재산연수원으로 독립.[5]
- 2006년 3월 15일: WIPO 공식교육기관 지정.

## 조직

### 원장
- 교육기획과[6][7]
- 지식재산교육과[6]
- 국제교육과[6]

## 같이 보기
- 중앙교육연수원
- 법무연수원
- 지방자치인재개발원
- 관세국경관리연수원
- 경찰수사연수원
- 전통문화교육원